# Јан Куцијак
Јан Куцијак (слч. Jan Kuciak; Штјавњик, 17. мај 1990 - 21. фебруар 2018) био је словачки новинар који је извештавао за портал Aktuality.sk.
Убијен је у фебруару 2018. године, заједно са девојком, у селу Вељка Мача удаљеном 65 km од престонице Братиславе. Пре убиства, Куцијак је истраживао могућу повезаност словачког државног врха и италијанске мафије. Главни осумњичени је бизнисмен Маријан Кочнер, чију је повезаност с мафијом Куцијак такође истраживао. Након Куцијаковог убиства уследили су грађански протести на којима су грађани захтевали расветљавање злочина. Као последица протеста уследила је оставка премијера Роберта Фица и његовог кабинета.